# Almanacco della Famiglia Bustocca
L'Almanacco della Famiglia Bustocca è una pubblicazione annuale edita dall'omonima associazione culturale. Fondato nel 1952 dai soci fondatori dell'associazione, pubblica ogni anno articoli legati all'arte, alla storia e ai personaggi che hanno avuto un ruolo di rilievo per la città di Busto Arsizio. Spesso gli autori degli articoli sono i soci stessi dell'associazione, ma non di rado si trovano articoli di critici d'arte e storici locali non legati alla Famiglia Bustocca. La pubblicazione è piuttosto voluminosa, trattandosi di circa cento o duecento pagine. L'obiettivo è quello di recuperare e tramandare quelle testimonianze storiche che costituiscono un prezioso patrimonio che altrimenti andrebbe dimenticato. Altro scopo dell'Almanacco (e della Famiglia Bustocca più in generale) è la diffusione del dialetto bustocco, sempre meno parlato soprattutto tra le giovani generazioni.
La tiratura è piuttosto ampia (seicento copie nel 2013). Copie dell'Almanacco vengono annualmente inviate, su loro richiesta, ad alcune delle principali biblioteche italiane (Milano, Firenze, Roma) e alla biblioteca civica di Busto Arsizio, attualmente situata in un'ala di Palazzo Marliani-Cicogna (nel quale risiedevano i conti di Busto Arsizio e che oggi ospita anche uno dei musei cittadini, le Civiche raccolte d'arte di palazzo Marliani-Cicogna).
Nel 2014, in occasione della mostra Bernardino Luini e i suoi figli tenutasi al Palazzo Reale di Milano, l'Almanacco della Famiglia Bustocca fu usato per la redazione del catalogo della mostra stessa.

## Edizione del 1952
La prima edizione dell'Almanacco della Famiglia Bustocca risale al 1952 e, come accennato, fu fortemente voluto dai soci fondatori dell'associazione. Tra gli autori degli articoli presenti in questa prima pubblicazione ci fu il presidente Luigi Belotti, che scrisse, oltre all'introduzione, cinque dei diciassette capitoli. Gli altri furono affidati a Enrico Crespi, Pio Bondioli, Pompeo Mancarella, Bruno Grampa, Carlo Azzimonti e Walter Vedrini. È presente anche una lettera scritta da Giuseppe Bossi a Giacomo Beccaria, oltre a diverse poesie e proverbi bustocchi e un resoconto relativo alla Mostra Internazionale del Cotone, del Rayon e delle Macchine Tessili.